# Конрад фон Ерліхсгаузен
Конрад фон Ерліхсгаузен (нім. Konrad von Erlichshausen) - 30-й великий магістр Тевтонського ордена з 1441 по 1449 рік.

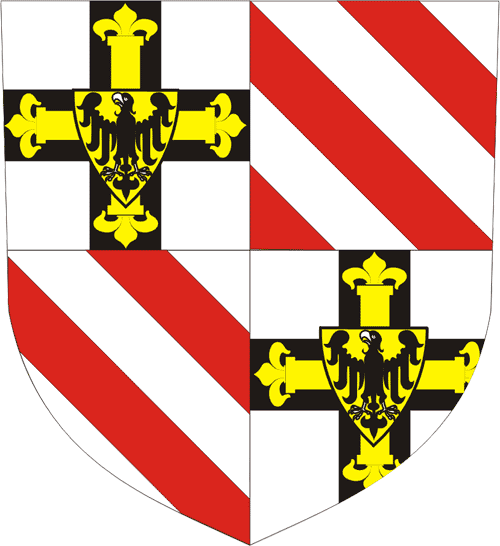
Герб великого магістра Конрада фон Ерліхсгаузена

Походив з лицарського роду зі Швабії. Близько 1410 року вступив до Тевтонського ордену. З 1418 року - фогт замку Грабіни поблизу Гданська, з 1425 року - комтур Рагніта, з 1432 року - великий комтур Мальборка.
У 1433 році воював з польсько-гуситськими загонами, що вторглись у Гданське Помор'я. З 1435 року - великий маршал Тевтонського ордену.
В 1436 році вступив у гострий конфлікт з великим магістром ордену Паулем фон Русдорфом і був позбавлений посади великого маршала. Був комтуром в Старгороді, потім в Торуні.
Був активним учасником опозиції до великого магістра, у 1440 році домігся посади маршала.
Після відставки Пауля фон Русдорфа обраний великим магістром Тевтонського ордену. Намагався реформувати орден, щоб підняти дисципліну, поліпшити його фінансовий стан за рахунок прусського міщанства, але ці реформи успіху не мали.
Помер 7 листопада 1449 року в замку Марієнбург, де і був похований. 